# Aimant dipolaire

Champ magnétique créé par un barreau magnétique simple.

Un aimant dipolaire est le plus simple des aimants. Il se compose de deux pôles, un pôle nord et un pôle sud. Ses lignes de champ magnétique forment des boucles fermées qui émergent du pôle nord, rentrent par le pôle sud, puis traversent le corps de l'aimant pour retourner au pôle nord. L'exemple le plus simple d'un aimant dipolaire est un barreau magnétique.

## Aimants dipolaires dans les accélérateurs de particules

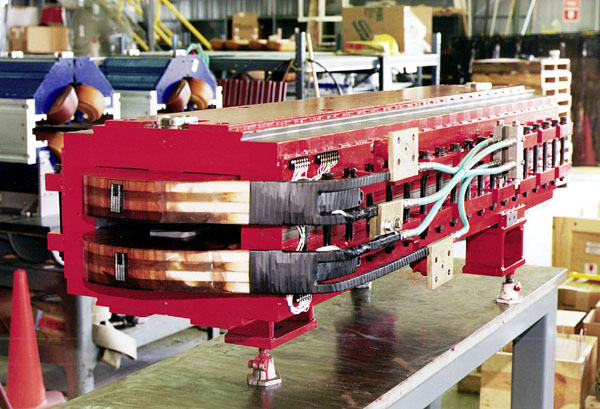
Aimant dipolaire du projet Advanced Photon Source.

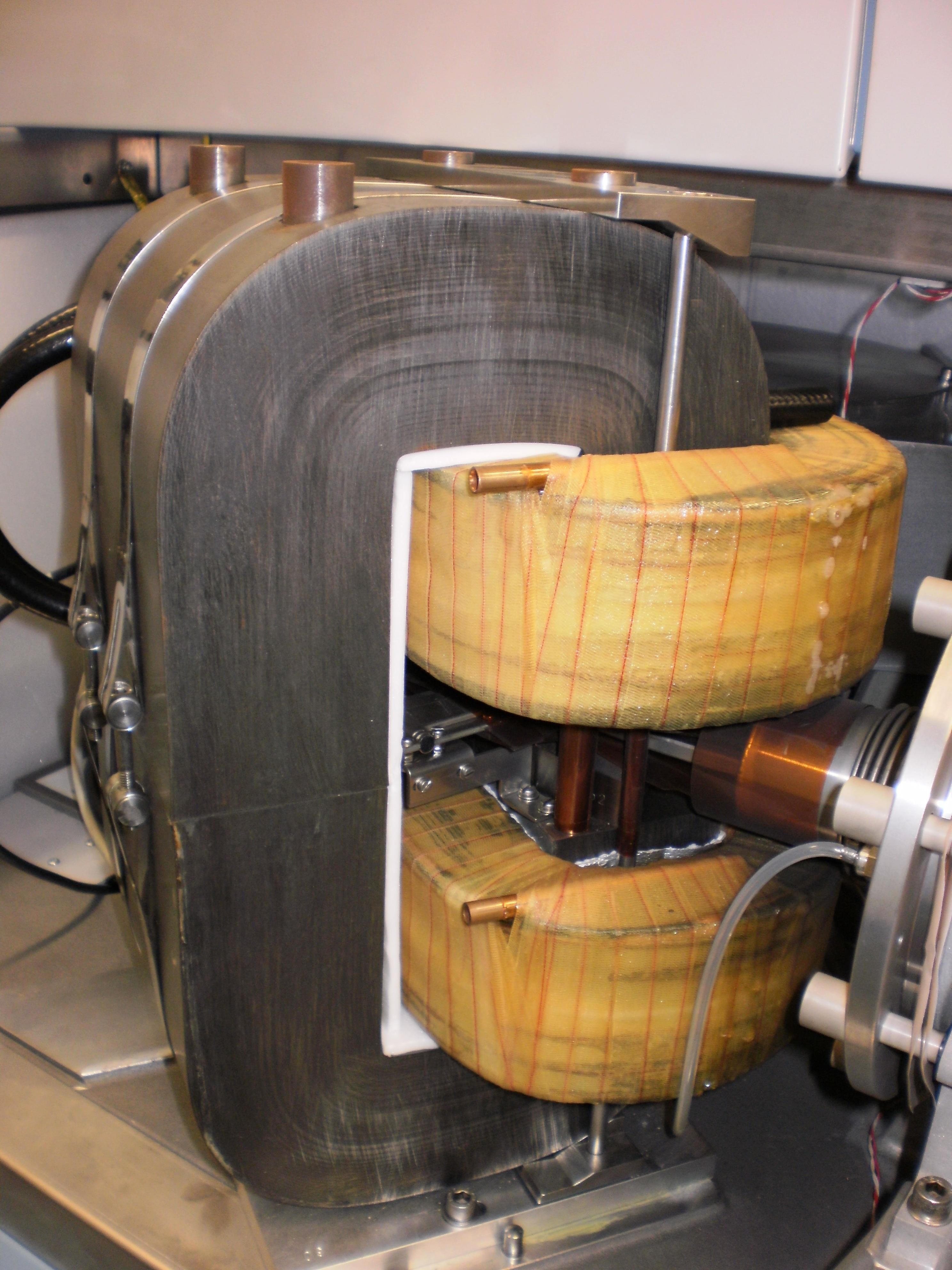
Aimant dipolaire d'un spectromètre de masse à plasma.

En technologie des accélérateurs de particules, un aimant dipolaire est un électroaimant permettant de créer un champ magnétique homogène sur un certain volume. Le mouvement d'une particule chargée pénétrant dans ce champ est circulaire dans un plan défini par la direction du mouvement de la particule et une direction perpendiculaire au champ magnétique. Ainsi, une particule injectée dans un aimant dipolaire se déplace selon une trajectoire circulaire si la direction de son mouvement est perpendiculaire au champ, ou hélicoïdale dans les autres cas. En ajoutant plusieurs sections dipolaires dans le même plan, l'effet de courbure du faisceau est augmenté.
En physique des accélérateurs, les aimants dipolaires sont utilisés dans le cas des accélérateurs circulaires pour courber la trajectoire des particules et leur faire parcourir une orbite. D'autres utilisations incluent :
- Injection de particules dans un accélérateur
- Éjection de particules d'un accélérateur
- Correction des erreurs d'orbite
- Production de rayonnement synchrotron

La force {\displaystyle {\vec {F}}} exercée sur une particule de charge {\displaystyle q}, se déplaçant à la vitesse {\displaystyle {\vec {v}}}, par un aimant dipolaire produisant un champ magnétique {\displaystyle {\vec {B}}} et où règne un champ électrique {\displaystyle {\vec {E}}} peut être décrite par la force de Lorentz :
{\displaystyle {\vec {F}}=q{\vec {E}}+q{\vec {v}}\wedge {\vec {B}},}
où le symbole {\displaystyle \wedge } représente le produit vectoriel de deux vecteurs. Au sein de chaque aimant dipolaire d'un accélérateur de particules, le faisceau de particules chargées est courbé via une force donnée par le produit vectoriel entre la vitesse de la particule et le champ magnétique produit par l'aimant, la force et donc perpendiculaire à la fois au champ magnétique et à la vitesse de la particule. Sa direction dépend également du signe de la charge de la particule.
L'intensité de la force qui peut être appliquée sur une particule chargée par un aimant dipolaire est l’un des facteurs qui limite l'énergie des protons et des ions dans les synchrotron et les cyclotron modernes. À mesure que l’énergie des particules accélérées augmente, il faut une force de plus en plus importante pour dévier leur direction et donc des champs magnétiques de plus en plus intenses pour leur permettre de rester sur une même orbite. Les limitations de l'intensité du champ magnétique produit par les électroaimants dipolaires modernes nécessitent que les synchrotrons et les cyclotrons soient de taille toujours plus importante (augmentant ainsi le nombre d'aimants dipolaires utilisés) pour compenser l'augmentation de la vitesse des particules. Dans le plus grand synchrotron moderne, le Grand collisionneur de hadrons, il ne faut pas moins de 1232 aimants dipolaires principaux pour courber la trajectoire du faisceau de particules, chacun mesurant 15 mètres de long et pesant 35 tonnes.

## Autres utilisations
D'autres utilisations des aimants dipolaires pour dévier les particules en mouvement comprennent les mesures de masse isotopique, dans un spectromètre de masse, et les mesures de quantité de mouvement des particules en physique des particules.
De tels aimants étaient également utilisés dans les anciens postes de télévision, qui contenaient un tube cathodique, qui était essentiellement un petit accélérateur de particules. Des aimants, appelés des bobines de balayage, dévient le faisceau d'électrons à sa sortie de l'accélérateur pour lui faire balayer de manière contrôlée toute la surface de l'écran.

Champ magnétique créé par deux aimants dipolaires cylindriques avec un espace de champ quasi constant au centre. La même configuration de champ est obtenue à partir de deux bobines de Helmholtz.

## Voir également
- Physique des accélérateurs
- Cyclotron
- Électromagnétisme
- Accélérateur de particules linéaire
- Accélérateur de particules
- Quadrupôle magnétique
- Sextupôle magnétique
- Anneau de stockage
- Bobines de Helmholtz